# Liste der Stadttore in Freiburg im Breisgau
Die Liste der Stadttore in Freiburg im Breisgau enthält die dreizehn bekannten Stadttore, einige davon sind physisch nicht erhalten.
Die mittelalterliche Altstadt der Stadt Freiburg im Breisgau konnte durch fünf Stadttore in der Stadtmauer betreten werden (die fünf ersten der folgenden Liste im Uhrzeigersinn von Norden her). Zwei dieser Tore sind noch erhalten. Ergänzt wurden sie von Toren zu den Vorstädten. Außerdem ist noch ein Tor als Rest der Vaubanschen Befestigungen erhalten geblieben.
| Name                                                           | Errichtung              | Lage | Nutzung | Verbleib |
| -------------------------------------------------------------- | ----------------------- | --- | --- | --- |
| Christoffel- oder Christophstor, auch Michaels- oder Diebestor | 13. Jahrh.              | Europaplatz, nördliches Ende der Kaiser-Joseph-Straße, Eingang zur Vorstadt Neuburg 47,997655° N, 7,852648° O | Gefängnis und Hauptfolterstätte. Die Folterungen fanden in dem angebauten Marterhäuschen statt, welches 1603 dem Höhepunkt der Hexenverfolgung erweitert wurde.                                                              | nach 1648 abgebrochen, 1677 unter Vauban neu errichtet, dann 1826 abgerissen, beim Umbau des Platzes 1962 und 2017 wurden Mauerreste der vorgelagerten Bastion gefunden                |
| Schwabentor, auch Obertor                                      | ca. 1250                | Oberlinden 47,99295° N, 7,854184° O                                                                           | Straße in Richtung Höllental. Seit 1969 befindet sich die Zinnfigurenklause, das Museum für Freiheitsgeschichte in Dioramen mit Zinnfiguren – im Gebäude                                                                     | um 1900 aufgestockt, 1954 teilweiser Rückbau der Aufstockung, noch heute erhalten |
| Martinstor, auch Norsinger Tor                                 | ca. 1200                | Kaiser-Joseph-Straße, beim Bertoldsbrunnen 47,99368° N, 7,84887° O                                            | Straße in Richtung Basel, zeitweise als Gefängnis (Hexen) benutzt. Früher befand sich im angrenzenden Gebäude ein Restaurant, heute eine Filiale der Kette McDonald’s                                                        | 1901 aufgestockt, noch heute erhalten |
| Lehener Tor                                                    | 13. Jahrh.              | Kreuzung der Bertholdstraße mit dem heutigen Rotteckring 47,99535° N, 7,846148° O                             | | 1713 durch Pulverexplosion zerstört |
| Predigertor                                                    | 13. Jahrh.              | beim heutigen Predigerturm, Straße Am Predigertor 47,997514° N, 7,848331° O                                   | Turm des Dominikanerklosters | 1866 für Stadterweiterung abgerissen |
| Schneckentor, auch Katzenturm                                  | 1314 (erstmals erwähnt) | am Holzmarkt, südlicher Zugang zur Schneckenvorstadt 47,992333° N, 7,848667° O                                | | 1842 abgebrochen |
| Mönchstor, später auch Zähringerthor                           |                         | Neuburg-Vorstadt 48,002156° N, 7,854377° O                                                                    | | |
| Schultor, auch Kretzetor                                       |                         | | | |
| Peterstor                                                      |                         | | | 1677 beim Festungsbau niedergelegt |
| Butzentörlein                                                  |                         | | | 1677 beim Festungsbau niedergelegt |
| Gerbertor am Reuerinnenwinkel                                  |                         | | | 1677 beim Festungsbau niedergelegt |
| Ledergerbertor oder Klötzlinstor                               |                         | | | |
| Breisacher Tor                                                 | um 1677                 | Ecke Rempart-/Gartenstraße 47,993311° N, 7,848583° O                                                          | Letztes erhaltenes Bauwerk der Vaubanschen Befestigungen; bis 2007 von Stadtverwaltung für Dienststellen genutzt, 2007 umfangreich saniert, heute im Erdgeschoss Gastronomie, restliche Etagen durch die Universität genutzt | Ostflügel Anfang des 20. Jahrhunderts abgerissen, im Zweiten Weltkrieg massiv beschädigt, 1950 wiederhergestellt, Kulturdenkmal von besonderer Bedeutung nach § 12 Denkmalschutzgesetz |

Der Plan von Gregorius Sickinger aus dem Jahr 1589 zeigt die inneren und äußeren Stadttore Freiburgs